# Рене Савойский
Ренато или Рене Савойский, граф де Виллар (фр. René de Savoie, comte de Villars; 1473 — 31 марта 1525) — внебрачный ребёнок , узаконенный сын савойского герцога Филиппа II и его любовницы Либеры Портонерия.

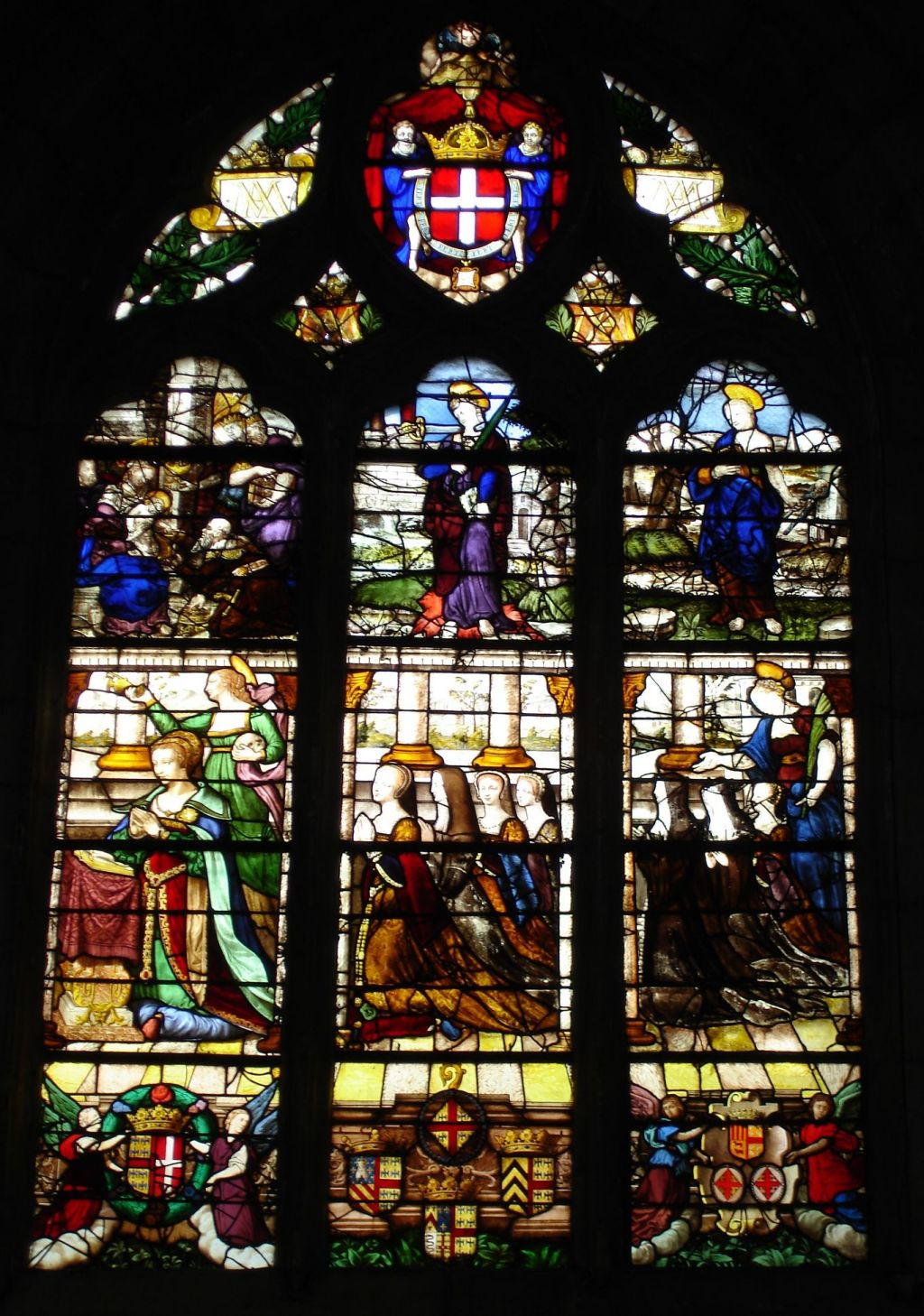
Витраж с гербом Савойского дома и портретами внучек Ренато Савойского, выполненный по заказу его дочери Магдалены

## Биография
При рождении Ренато получил во владение старинную сеньорию Савойского дома на территории Швейцарии — Виллар. В 1498 году вступил в брак с Анной Ласкари (1487—1554), наследницей графства Тенда на франко-итальянском пограничье. При своём брате Филиберте II (1480—1504) он фактически правил Савойским герцогством, исполняя обязанности монарха даже в церемониях по случаю его брака с Маргаритой Австрийской. Последняя увидела в Рене политического соперника, обвинила его в сговоре со швейцарцами и изгнала из пределов Савойи.
Как и многие другие итальянцы, «великий бастард Савойи» (фр. Grand Bâtard de Savoie) нашёл прибежище во Франции, под крылом своей сестры Луизы Савойской. В 1515 году на французский престол взошёл его племянник Франциск Ангулемский. Граф Тенде сразу же был назначен губернатором Прованса, а после смерти герцога де Роанне (1519) он сменил его на посту главного распорядителя придворных церемоний. Граф де Виллар активно участвовал в преследовании коннетабля де Бурбона и в дележе его земель, а в битве при Павии попал вместе с королём в плен; умер от ран.
Два года спустя его дочь Магдалена сочеталась браком с Анном де Монморанси, который сменил тестя на посту главного распорядителя двора. В качестве графа Тендского ему наследовал сын Оноре, который после убийства Колиньи был произведён не только в маршалы, но и в адмиралы Франции (то есть стал во главе всего французского флота). Его единственную дочь взял в жёны другой фанатичный католик, герцог де Майенн; их внучка Людовика Мария была королевой Польши.
На этом законнорождённое потомство «великого бастарда» угасло в мужском колене. Его незаконнорождённые потомки по мужской линии существовали в относительной безвестности ещё в XVIII веке. О потомстве его дочери Магдалены см. статью Анн де Монморанси, о потомстве внучки Рене — статью Оноре д’Юрфе.

## Источник
- Биографическая справка в Dictionnaire de la Noblesse (1774)